# 柴田寛治
柴田 寛治（しばた かんじ、1894年7月25日 - 1957年1月9日）は、日本の元騎手（日本レース・倶楽部、日本競馬会）、元調教師（日本競馬会、国営競馬、日本中央競馬会）。
騎手として帝室御賞典（天皇賞の前身）を8度勝利し、「大柴田」として知られる。
長男に柴田寛（日本の元騎手、元調教師）、兄に「柴孫会」で知られる柴田安治（日本の元騎手、元調教師）、甥に柴田恒治郎（日本の元騎手、元調教師）がいる。
また実娘に里和カツエ（日本中央競馬会の元馬主）がいる。

## 経歴

### 生い立ち・修行時代
1894年7月25日、千葉県に生まれる。
根岸競馬場に所属し、横浜の西谷戸に厩舎をかまえていた兄・柴田安治に大正時代に入門、弟子入りする。
兄・安治は優秀な騎手・名調教師で知られ後に柴田一門を築きその総帥となる人物である。
柴田は幼なじみである鈴木信太郎や秋山辰治、田中和一郎らの弟子たちと共にきびしい修行に励んだ。
兄・安治の修行は競馬だけでなく生活全般に及んだ。
このときの弟子たちが中心となり柴田一門を大きく発展させ、親睦会「柴孫会」が作られた。

### 騎手時代
騎手としては大正から昭和の初期まで活躍、帝室御賞典（天皇賞の前身）を8度勝利する。
名人はだの騎乗で馬に全精力を出させ、どの馬もレース後は足取りもおぼつかなくなったという。
個性の違う馬をレースで一様に全能力を発揮させるためには「馬の気に乗ってこそ」出来る芸当であった。
また戦前の競馬には写真判定は無かったがゴール前で接戦になったら絶対柴田の勝ちといわれた。
一度馬と引っぱりっこし、ハミをかけて行く気にさせてゴール寸前に放すと馬は首をさげてグーンと出た。昔の長アブミならではの高等技術である。

### 調教師時代
その後、調教師となり弟子たちに「馬の気に乗る」ことを強調し弟子にヒントを与えるのに「シリをはねるじゃじゃ馬を振り落とされずに乗りこなす人と、じゃじゃ馬に乗って馬がかわったようにおとなしくしてしまった人と、どちらが優秀な騎手か。答えは自分で考えろ。」と言っていたというエピソードがある。
柴田一門の中枢にあって、話がうまく、また頑固な一面もあり豪放な人柄であったといわれ、「大柴田」として知られた。
1957年に柴田は死去するが同年厩舎を継いだ長男・柴田寛はその年にカズヨシで皐月賞を勝利、馬主は実娘の里和カツエであり、女性馬主として初の皐月賞制覇であった。
長男・寛は後に東京優駿（日本ダービー）、天皇賞（秋）などを勝利した。

## 年譜
- 1894年7月25日生まれ、千葉県出身
- 1914年～　騎手として在籍
- 1938年以前　調教師免許取得、厩舎開業日不明

　　　　　　初出走・初勝利　1938年以前のため不明
- 1956年読売カップ（春）をカンダオーで勝利
- 1957年調教師引退
- 同年1月9日 死去[1]

## 成績

### 騎手成績
- 騎手在籍期間 1914年～
- 成績は資料が無いため不明[1]
- 帝室御賞典（天皇賞の前身）を8度勝利。
（1917年、1922年・2回、1924年・2回、1926年、1927年、1930年）[7]

### 調教師成績
- 1938年以前～1957年
- 134戦19勝 重賞１勝 （読売カップ・春 カンダオー）  内障害競走15戦0勝[1]

## 主な厩舎所属者
- 藤本晋[13]
- 荒木静雄[13]
- 柴田寛[13]
- 所次男[14]
- 笠原喜造[14]
- 尾崎茂[14]
- 川口健蔵[14]
- 井上智吉[14]
- 新貝一雄[14]
- 木村健太郎[14]
- 山本仁三郎[14]
- 井上宥蔵[14]
- 佐藤泰三[14]
- 渡辺重雄[14]